# Stadniak siwogłowy
Stadniak siwogłowy (Pomatostomus temporalis) – gatunek średniej wielkości ptaka z rodziny stadniaków (Pomatostomidae). Zasiedla Australię i Nową Gwineę.

## Podgatunki i zasięg występowania
Wyróżnia się dwa lub trzy podgatunki P. temporalis:
- P. t. strepitans (Mayr & Rand, 1935) – południowa Nowa Gwinea. Przez część systematyków uznawany za synonim P. t. temporalis.
- stadniak siwogłowy[4] (P. t. temporalis) (Vigors & Horsfield, 1827) – wschodnia i południowo-wschodnia Australia
- stadniak rdzawobrzuchy[4] (P. t. rubeculus) (Gould, 1840) – północno-zachodnia, północna i centralna Australia

## Morfologia
Długość ciała wynosi 25–29 cm, masa ciała ok. 80 g. Skrzydło mierzy ok. 11,8 cm. Wierzch ciała szarobrązowy. Długi ogon ciemniejszy, biało zakończony. Wierzch głowy i gardło jasnoszare. Spód ciała rudokasztanowy. Dziób cienki, zagięty. Tęczówki żółte, nogi i stopy szare.

## Ekologia i zachowanie
Biotop
Zasiedla tereny zadrzewione lub otwarte lasy eukaliptusowe. Preferuje tereny z podszytem z krzewów, trawy, opadłych liści oraz gałęzi. Można go także zaobserwować nieopodal farm, na brzegach ulic i polach golfowych.
Zachowanie
Żyje w grupach 2–12 ptaków. Wszystkie angażują się w lęgi i ochronę terytorium, które ma wielkość 2–53 hektarów; im więcej osobników, tym większe terytorium. Owadożerny, żeruje głównie na ziemi, niekiedy na gałęziach drzew i krzewów. Preferuje drzewa o szorstkiej lub odpadającej korze.
Lęgi
Okres lęgowy trwa od lipca do lutego. Stadniak siwogłowy gniazduje na drzewach, krzewach lub sadzonkach. Każda grupa ptaków, składająca się z lęgowej pary i kilku niegniazdujących osobników, buduje kilka gniazd, używanych również do spania. Mają kształt kopuły z bocznym wejściem. Budulec stanowią gałązki. Stare gniazda są odnawiane i ponownie używane. Wyściółka to trawa, wełna, kora i pióra. W lęgu 2–3 jaja; samica wysiaduje je sama przez ok. 23 dni. Jaja znajdujące się w kolekcji Muzeum Brytyjskiego mają wymiary ok. 2,59–3,07 cm na 1,83–2,03 cm. Ich kremową powierzchnię pokrywają fioletowobrązowe, ciemne wzorki, przypominające sieć włosów. Młode są w pełni opierzone po około 23 dniach od wyklucia. Mogą pozostać w swojej grupie rok, niekiedy nawet 2 lub 3, pomagając przy wyprowadzaniu lęgów (gniazdowanie kooperatywne).

## Status
Międzynarodowa Unia Ochrony Przyrody (IUCN) uznaje stadniaka siwogłowego za gatunek najmniejszej troski (LC, least concern) nieprzerwanie od 1988 roku. Liczebność populacji nie jest dokładnie znana, aczkolwiek ptak opisywany jest jako lokalnie pospolity. Trend liczebności populacji uznaje się za spadkowy.